# Bopomofo
Bopomofo, właściwie zhuyin fuhao (chiń. upr. 注音符号; chiń. trad. 注音符號; pinyin zhùyīn fúhào), czyli „znaki do zapisywania dźwięków” lub zhuyin zimu (chiń. trad. i chiń. upr. 注音字母, pinyin zhùyīn zìmǔ), czyli „litery opisujące dźwięki” – oparte na piśmie chińskim pismo fonetyczne służące do zapisywania wymowy znaków języka chińskiego, stosowane zwłaszcza do zapisu wymowy tzw. dialektów chińskich (faktycznie: języków chińskich, różnych od urzędowego, standardowego języka mandaryńskiego) oraz niechińskich języków Chin. Alternatywna nazwa bopomofo pochodzi od nazw pierwszych czterech znaków tego systemu pisma (ㄅ ㄆ ㄇ ㄈ, pinyin: bōpōmōfō).

## Historia
System został opracowany w latach 1912–1913 przez komisję ds. reform językowych, w której zasiadał m.in. Wu Zhihui. Oficjalnie wprowadzony w Republice Chińskiej w 1930. Po utworzeniu Chińskiej Republiki Ludowej system bopomofo został zarzucony na rzecz nowego pinyin. Bopomofo jest jednak do dziś używane na Tajwanie, gdzie jest nauczane w szkołach.

## Charakterystyka

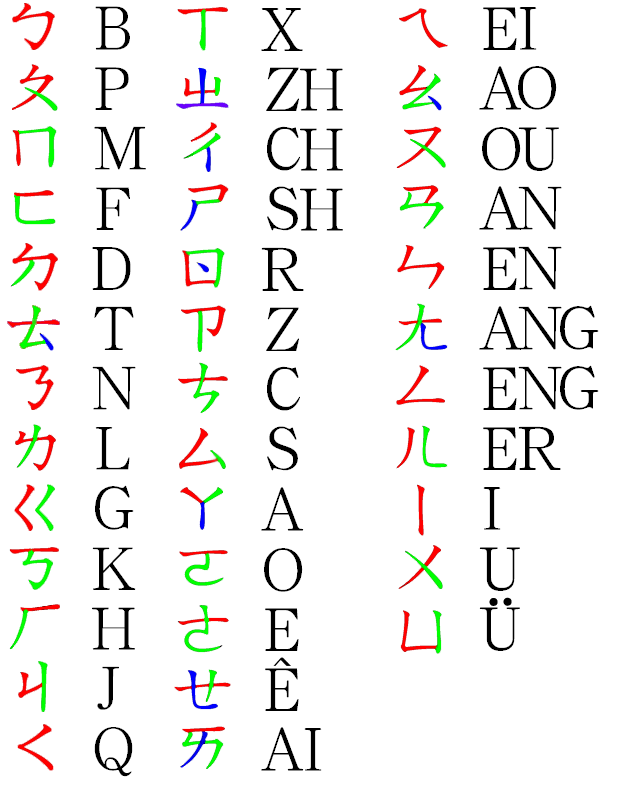
Znaki bopomofo z oznaczoną kolejnością stawiania kresek: 1) czerwona 2) zielona 3) niebieska.

Nie jest to system ani w pełni alfabetyczny, ani w pełni sylabiczny, trudno go też jednoznacznie zaliczyć do systemów alfabetyczno-sylabicznych, klasyfikuje się go więc czasem jako system półalfabetyczny. Dzieli on sylabę chińską (podstawową jednostkę morfologiczną języka chińskiego) na spółgłoskę inicjalną (inicjal) I (np. b, zh), półsamogłoskę medialną (medial) M (i, u lub ü) oraz tzw. final F, czyli resztę sylaby (samogłoskę, dwugłoskę, samogłoskę ze spółgłoską itp. np. a, ou, eng). Dla dopełnienia sylaby obowiązkowy jest zapis tonu.
Sylaba może mieć postać F, M, MF, I, IF, IM, IMF. Niektórych dźwięków finalnych nie zapisuje się wcale – np. nie zapisuje się dźwięku zapisywanego w pinyin literą „i” po z, c, s, zh, ch, sh lub r, stąd możliwy zapis sylaby jako samego inicjalu.
W systemie rozszerzonym istnieją jeszcze znaki specjalne do zapisu większej liczby tonów oraz znaki do zapisu dźwięków obcych językowi chińskiemu mandaryńskiemu, lecz występujące w innych językach chińskich oraz w językach mniejszości narodowych, np. inicjale 万 (v), 兀 (ng), 广 (gn = ń), final -Em, końcowe spółgłoski -p, -t, -k itp.

Typowy układ klawiatury wykorzystującej zhuyin fuhao

## Tabela
| zhǔyīn                 | pīnyīn | IPA |  | zhǔyīn | pīnyīn | IPA |  | zhǔyīn | pīnyīn | IPA |  | zhǔyīn | pīnyīn | IPA |
| Nagłosy (聲母 shēngmǔ) |        |     |  |        |        |     |  |        |        |     |  |        |        |     |
| ㄅ                     | b      | p   |  | ㄆ     | p      | pʰ  |  | ㄇ     | m      | m   |  | ㄈ     | f      | f   |
| ㄉ                     | d      | t   |  | ㄊ     | t      | tʰ  |  | ㄋ     | n      | n   |  | ㄌ     | l      | l   |
| ㄍ                     | g      | k   |  | ㄎ     | k      | kʰ  |  | ㄏ     | h      | x   |  |        |        |     |
| ㄐ                     | j      | t͡ɕ  |  | ㄑ     | q      | ʨʰ  |  | ㄒ     | x      | ɕ   |  | ㄧ     | y      | j   |
| ㄓ                     | zh     | ʈʂ  |  | ㄔ     | ch     | ʈʂʰ |  | ㄕ     | sh     | ʂ   |  | ㄖ     | r      | ʐ   |
| ㄗ                     | z      | t͡s  |  | ㄘ     | c      | ʦʰ  |  | ㄙ     | s      | s   |  | ㄨ     | w      | w   |
| Końcówki (韻母 yùnmǔ)  |        |     |  |        |        |     |  |        |        |     |  |        |        |     |
| ㄚ                     | a      | a   |  | ㄛ     | o      | o   |  | ㄜ     | e      | ɤ   |  | ㄝ     | ê      | ɛ   |
| ㄞ                     | ai     | ai  |  | ㄟ     | ei     | ei  |  | ㄠ     | ao     | aʊ  |  | ㄡ     | ou     | ou  |
| ㄢ                     | an     | an  |  | ㄣ     | en     | ǝn  |  | ㄤ     | ang    | ɑŋ  |  | ㄥ     | eng    | ǝŋ  |
| ㄩ                     | ü      | y   |  | ㄧ     | i      | i   |  | ㄨ     | u      | u   |  | ㄦ     | er     | ɚ   |

- Tony (聲調 shēngdiào)
  - 1: nic (pinyin: ˉ)
  - 2: ˊ (pinyin: ˊ)
  - 3: ˇ (pinyin: ˇ)
  - 4: ˋ (pinyin: ˋ)
  - 5: ・ (pinyin: nic)

## Pochodzenie znaków
Znaki zhuyin fuhao zaprojektował Zhang Binglin i pochodzą głównie z dawnych form lub form odręcznych znaków chińskich bądź z części niektórych współczesnych znaków, które zawierają dany dla znaku bopomofo dźwięk.
| Zhuyin | Zhuyin    | Pochodzenie |
| ------ | --------- | --- |
| ㄅ     | b         | Ze znaku 勹, górnej części 包 bāo |
| ㄆ     | p         | Ze znaku 攵, części składowej 攴 pū |
| ㄇ     | m         | Ze znaku 冂, dawnej formy 冖 mì |
| ㄈ     | f         | Ze znaku 匚 fāng |
| ㄉ     | d         | Z dawnej formy znaku 刀 dāo |
| ㄊ     | t         | Ze znaku 𠫓 widzianego na górze znaku 充 |
| ㄋ     | n         | Ze znaku 𠄎, dawnej formy 乃 nǎi |
| ㄌ     | l         | Forma kaligraficzna znaku 力 lì |
| ㄍ     | g         | Z zarzuconego znaku 巜 guài 'rzeka' |
| ㄎ     | k         | Ze znaku 丂 kǎo |
| ㄏ     | h         | Ze znaku 厂 hàn |
| ㄐ     | j         | Z dawnego znaku 丩 jiū |
| ㄑ     | q         | Z dawnego znaku ㄑ quǎn, podstawy znaku 巛 chuān (dzisiaj 川)                                                                                               |
| ㄒ     | x         | Ze znaku 丅, formy pieczęciowej 下 xià. |
| ㄓ     | zh        | Ze znaku 㞢, dawnej formy 之 zhī. |
| ㄔ     | ch        | Z 彳 chì |
| ㄕ     | sh        | Ze znaku 尸 shī |
| ㄖ     | r         | Semikursywna forma znaku 日 rì |
| ㄗ     | z         | Z wariantu znaku 卩 jié, dialektowo zié |
| ㄘ     | c         | Wariant znaku 七 qī, dialektowo ciī |
| ㄙ     | s         | Ze starszego znaku 厶 sī, który został zastąpiony przez 私 sī.                                                                                              |
| ㄧ     | i, y      | Ze znaku 一 yī |
| ㄨ     | u, w      | Ze znaku 㐅, dawnej formy 五 wǔ |
| ㄩ     | ü, yu, iu | Z dawnego znaku 凵 qū, który stał się elementem niektórych znaków                                                                                           |
| ㄚ     | a         | Ze znaku 丫 yā |
| ㄛ     | o         | Z nieużywanego obecnie znaku 𠀀 hē, odwróconego 丂 kǎo, który jest teraz częścią fonetyczną znaku 可 kě.                                                    |
| ㄜ     | e         | Zapożyczony z allofonu w standardowym mandaryńskim, ㄛ o |
| ㄝ     | e, eh     | Ze znaku 也 yě. |
| ㄞ     | ai        | hài, dawna forma 亥. |
| ㄟ     | ei        | Ze znaku 乁 yí, nieistniejącego obecnie, który ma obecnie znaczenie 移 yí „poruszać się”.                                                                   |
| ㄠ     | ao        | Ze znaku 幺 yāo |
| ㄡ     | ou        | Ze znaku 又 yòu |
| ㄢ     | an        | Z zarzuconego znaku ㄢ hàn „kwitnąć”, zachowanego jako element fonetyczny 犯 fàn                                                                            |
| ㄣ     | en        | Ze znaku 乚 yǐn |
| ㄤ     | ang       | Ze znaku 尢 wāng |
| ㄥ     | eng       | Ze znaku 厶, obecnie będącego częścią znaku 厷 gōng |
| ㄦ     | er        | Ze znaku 儿, dolnej części znaku 兒 ér używanego jako forma pisma odręcznego                                                                                |
| ㄭ     | ih        | (, odwrócony znak ㄓ) Być może ze znaku 市, w dodatku do ㄓ. Reprezentuje głoskę zapisywaną jako „-i” w hanyu pinyin dla znaków ㄓ, ㄔ, ㄕ, ㄖ, ㄗ, ㄘ, ㄙ. |

## Kolejność stawiania kresek

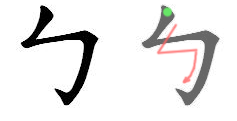
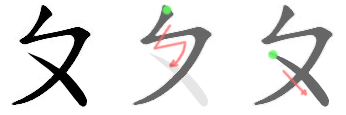
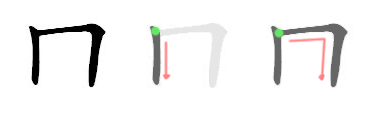
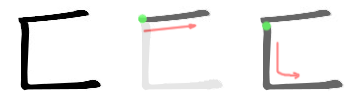
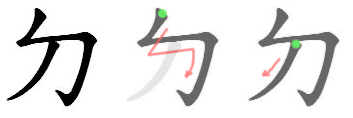
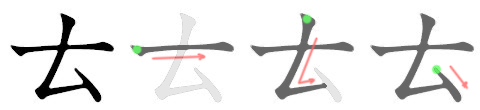
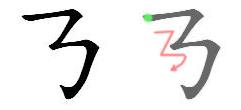
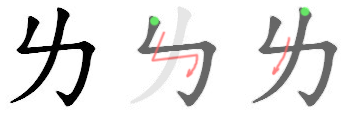
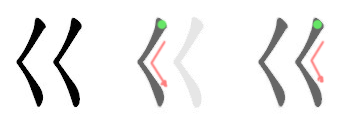
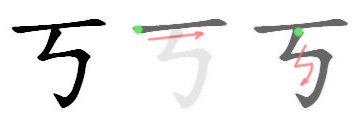
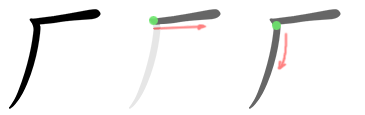
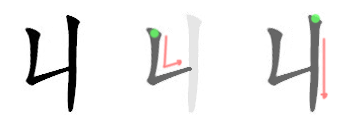
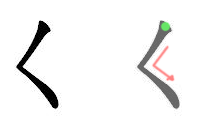
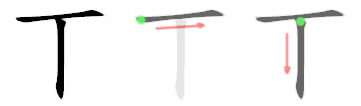
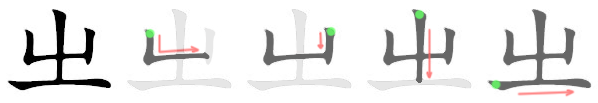
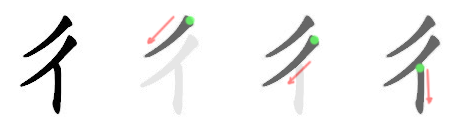
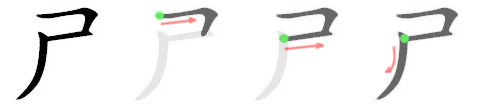
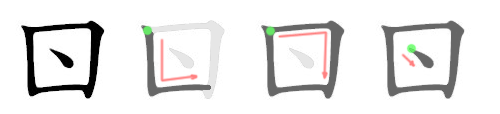
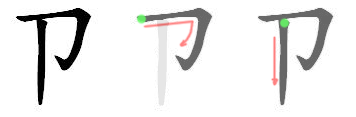
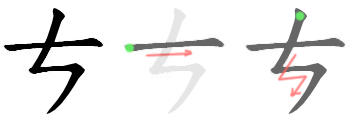
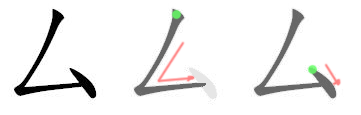
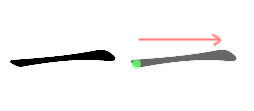
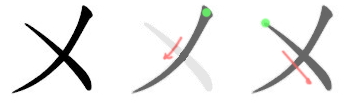
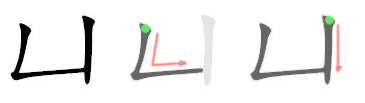
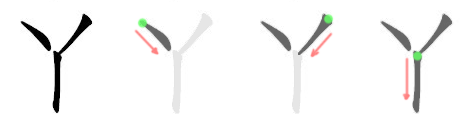
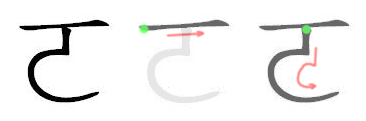
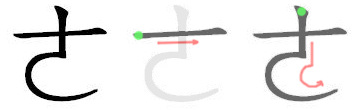
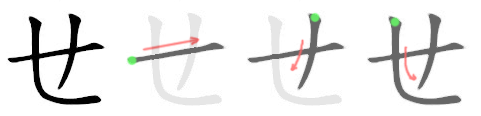
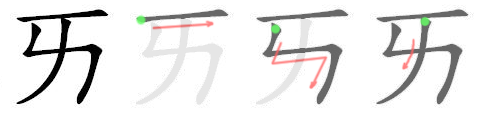
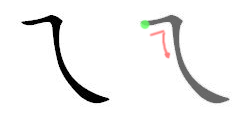
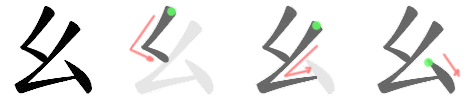
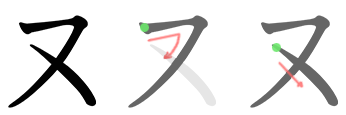
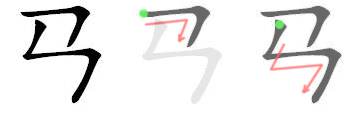
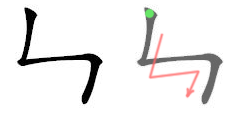
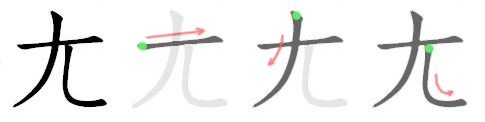
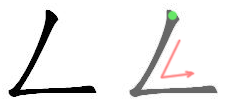
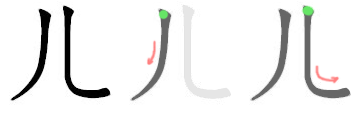

## Przykład użycia
王之渙 《登鸛雀樓》(Wáng Zhīhuàn, Dēng Guànquè Lóu)
| Znaki chińskie                              | Zhuyin fuhao | Hanyu pinyin                                                                      |
| 白日依山盡 黃河入海流 欲窮千里目 更上一層樓 | ㄅㄞˊ ㄖˋ 一 ㄕㄢ ㄐ一ㄣˋ ㄏㄨㄤˊ ㄏㄜˊ ㄖㄨˋ ㄏㄞˇ ㄌ一ㄡˊ ㄩˋ ㄑㄩㄥˊ ㄑ一ㄢ ㄌ一ˇ ㄇㄨˋ ㄍㄥˋ ㄕㄤˋ 一ˋ ㄘㄥˊ ㄌㄡˊ | bái rì yī shān jìn huáng hé rù hǎi liú yù qióng qiān lǐ mù gèng shàng yì céng lóu |

### Użycie bopomofo jako transkrypcji fonetycznej
Znaki bopomofo pisze się po prawej stronie znaków chińskich w piśmie pionowym
| 瓶 | ㄆ ㄧ ㄥˊ |
| 子 | ㄗ        |

albo nad znakami chińskimi w piśmie poziomym.
| ㄆㄧㄥˊ | ㄗ˙ |
| 瓶      | 子  |